# Lumières de bohème
Lumières de bohème (en espagnol : Luces de bohemia) est une pièce de théâtre écrite par Ramón María del Valle-Inclán en 1920.
Elle est publiée pour la première fois en plusieurs parties dans l'hebdomadaire España ; une version révisée et rééditée avec trois scènes supplémentaires voit le jour en 1923. Elle ne sera jouée pour la première fois en Espagne qu'en 1970 (sept ans après sa première représentation à Paris en 1963).
Luces de bohemia est considérée comme l'une des œuvres les plus importantes de Valle-Inclán ; celui-ci inaugure en effet avec elle un nouveau genre théâtral appelé « esperpento ». Moyen qu'il utilise pour décrire une Espagne dégradée, manquant de considération pour le bas peuple et pleine de corruption.

## Sujet
La pièce raconte les dernières heures de la vie de Max Estrella, un « andalou hyperbolique, poète d'odes et de madrigaux » déjà vieux, misérable et aveugle, qui jouit à un certain moment de quelque reconnaissance. Il est accompagné dans son pèlerinage dans une Madrid obscure, trouble, marginale et sordide, de Don Latino de Híspalis, et se voit donner la réplique par d'autres personnages de la bohème madrilène de l'époque.
A travers leurs dialogues, s'expriment de façon magistrale des critiques sur la culture officielle et la situation sociale et politique d'une Espagne condamnée à ne pas reconnaître ses grands esprits.
Après de multiples vicissitudes, l'œuvre se clôt sur la mort de Max Estrella et sa veillée funèbre. Un soûlard crie : « Crâne privilégié ! », une expression répétée tout au long de l'histoire et qui résume l'approche « esperpentique » de la pièce.
L'anecdote de l'échec et de la mort d'un écrivain suranné est transcendée à travers la figure de Max Estrella. L'œuvre devient une parabole tragique et grotesque de l'impossibilité de vivre dans un pays sans justice ni liberté, comme l'est l'Espagne de la Restauration.

## Structure

### Temps
Le temps de l'œuvre s'écoule sur 23 h 30 min : les 12 premières scènes traitent des douze premières heures de l'œuvre, depuis la sortie en soirée jusqu'à la mort de Max Estrella à l'aube ; les scènes 13 à 15 traitent de la veillée funèbre et de l'enterrement, qui sont les 12 heures suivantes.
Valle-Inclán commet plusieurs contradictions : il évoque parfois la chute des feuilles, ou le printemps, bien que cela ait probablement été volontaire, afin de faire ressortir l’« esperpento ».

### Lieu
L'action a lieu dans une Madrid décadente, « absurde, brillante et affamée » des années 1920, dans une lecture « esperpentisée » du Madrid galdosien (es).
Il joue là aussi avec les contradictions, en faisant se rencontrer des personnages qui n'auraient jamais pu coexister, étant d'époques différentes.
Le parcours effectué par Max Estrella se fait de façon séquencée selon les pas suivants :
1. Maison de Max Extrella — Calle de San Cosme
2. Grotte de Zaratrustra — Pretil de los Consejos
3. Taverne de Pica Lagartos — Calle de la Montera
4. Boutique de beignets Buñolería Modernista — Churrería de San Ginés (Pasadizo de San Ginés, 5)
5. Ministère du Gouvernement (es) — Puerta del Sol no 7
6. Café Colón — Calle Colón
7. Paseo con jardines — Paseo de Recoletos
8. Calle del Madrid austriaco — Calle de Felipe IV
9. Costanilla — Costanilla de los Desamparados

### Personnages

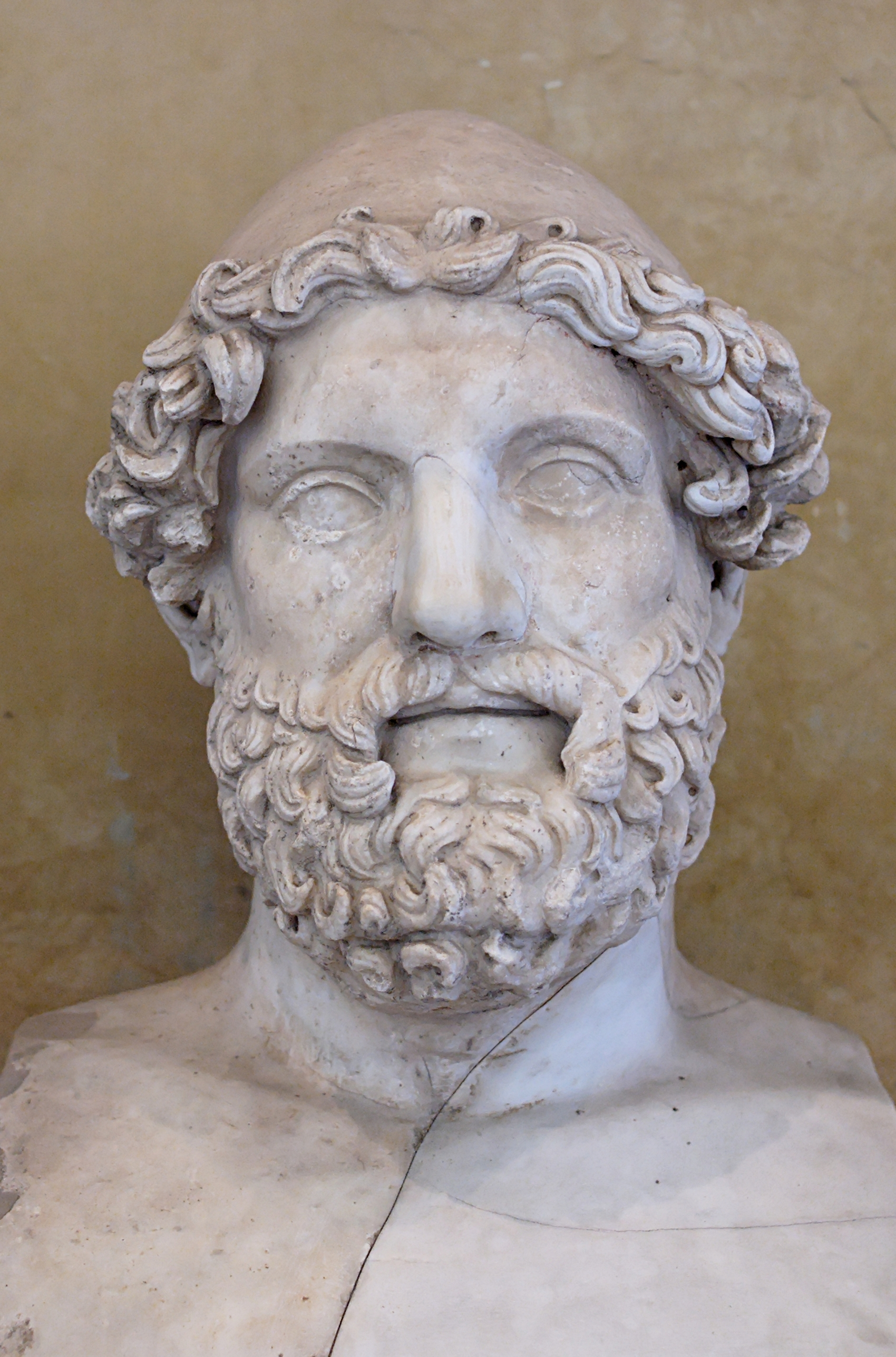
Valle-Inclán décrit Max Estrella ainsi : éparpillée sur la poitrine, la belle barbe aux mèches blanches. Sa tête frisée et aveugle, d'un grand caractère classico-archaïque, rappelle les Hermès.

- Max Estrella. Le protagoniste. Ecrivain bohème, il est devenu aveugle et miséreux. La pièce raconte sa dernière nuit, lors de laquelle il parcourt tout le centre de Madrid avec son ami et représentant Don Latino de Híspalis. C'est un personnage complexe et splendide : en lui s'incarnent l'humour, la plainte, la dignité et la disgrâce. Il a une amère conscience de sa médiocrité. Il parle tantôt de façon acerbe, tantôt de façon très profonde, et exprime sa grande colère contre la société. Par ailleurs, comme l'auteur, il développe une grande empathie pour les opprimés (comme la prostituée), entre autres traits de personnalité autobiographiques.
- Don Latino de Híspalis est un ancien asthmatique qui vend de la mauvaise littérature et qui, en tant que bohème voyou, reste collé au bohème héroïque (Max). Une véritable canaille cynique. Il est à interpréter comme le côté obscur du personnage dont est inspiré Max Estrella : Alejandro Sawa (es).
- Madame Collet. L'épouse de Max Estrella. Elle est française, de même que l'épouse d'Alejandro Sawa.
- Claudinita. Fille de Max Estrella et Madame Collet.
- Rubén Darío. Fictionnalisation de Rubén Darío lui-même.
- Marquis de Bradomín. Ce personnage est le protagoniste des Sonatas (d’Otoño, estío, primavera e invierno — « Automne, été, printemps et hiver ») de Valle-Inclán, dans lesquelles est racontée la biographie fictive de ce personnage. Il s'agit de l'alter ego de l'auteur.
- Pica Lagartos. Propriétaire d'une taverne à Madrid.
- La Pisa Bien. Enriqueta « La Pisa Bien » est une jeune femme de basse classe sociale et très peu cultivée qui reflète la société marginale propre à Madrid des années 1920.
- Le ministre. C'est un personnage auquel Max Estrella a recours dans l'intention d'obtenir « une solution et une punition », après les préjudices commis sur sa personne par les forces de police, et relever des pratiques de corruption. Pourtant, c'est finalement Max lui-même qui se prête au jeu de la corruption en acceptant un salaire de la part du ministre, aussi longtemps que ce dernier sera en poste. Ce personnage pourrait être inspiré par Raúl Méndez-Villamil, ministre à l'époque où l'œuvre a été écrite.
- Zaratustra. C'est un vendeur de livres, arnaqueur et de petite morale. Il n'a aucun scrupule à arnaquer un vieil aveugle. C'est l'un des personnages les plus animalisés ; déformé par le regard « esperpentique » de l'auteur, ses interventions sont à la hauteur de ceux des animaux de son propre magasin. Valle-Inclán s'est inspiré d'un véritable libraire de son époque, Gregorio Pueyo. Celui-ci, éditeur du modernisme espagnol, a aidé à publier de nombreux jeunes écrivains, dont Valle-Inclán (bien qu'on n'ait pas d'indices sur la cordialité de leurs relations dans la vraie vie)[2].
- Don Gay Peregrino. Un « homme grand, élancé, bronzé. Il porte un costume d'ancien volontaire cubain, chausse des espadrilles ouvertes de marcheur et se couvre la tête d'un bonnet anglais[N 7]. » Son véritable nom est Don Peregrino Gay, un écrivain qui a écrit une chronique de sa vie.
- Dorio de Gadex, Rafael de los Vélez, Lucio Vero, Mínguez, Gálvez, Clarinito et Pérez. Écrivains, membres des « Épigones du Parnasse Moderniste[N 8] ».

La pièce est agrémentée de nombreux autres personnages de moindre importance, allant de la fille de la concierge au roi du Portugal en passant par un soûlard, la voix d'un voisin, un prisonnier, des gendarmes, etc., et même des chiens, des chats et un perroquet.

### Composition des scènes
Scène I
Présentation de la maison et des personnages : Claudinita, Max Estrella et sa femme. Max est licencié. Don Latino apparaît. Max a des hallucinations et se rappelle la vie de bohème passée.
Scène II
Cette scène a lieu dans la librairie. Dispute entre Max et Zaratustra concernant l'argent mal payé pour les livres du premier. Il se produit une déformation au travers de l'animalisation. Apparaît ensuite Gay Peregrino qui encense l'Angleterre et critique l'Espagne. Il critique le fanatisme de la religion. C'est la première scène politique.
Scène III
Cette scène a lieu dans la taverne de Pica Lagartos. Apparaît Picalagartos, la Pisa Bien et le roi du Portugal. Max donne sa cape à un enfant pour qu'il la vende et ainsi obtienne de quoi acheter un bon de loterie. Dans la rue a lieu la guerre du prolétariat.
Scène IV
Cette scène a lieu dans la rue. Max achète le bon de loterie à la Pisa Bien et rencontre Dorio de Gadex. Nous voyons là les conséquences des troubles ayant eu lieu dans la rue. Une dispute avec les modernistes a lieu. La police détient Max, qui se moque d'eux et les emmène au ministère.
Scène V
Ils arrivent au ministère et Max est mis au cachot. C'est alors que Max et Don Latino se séparent pour la première fois. Par la suite, deux scènes parallèles ont lieu.
Scène VI
Max discute avec un anarchiste catalan sur la mauvaise situation de l'ouvrier, du capitalisme. Ils en concluent que la solution est la révolution. Scène politique.
Scène VII
Don Latino va à la rédaction du journal pour protester contre ce qui est arrivé à Max. Critique aux fonctionnaires.
Scène VIII
Max va voir le ministre. Souvenirs de la vie de bohème. Dans cette scène est reflétée la malversation des fonds publics en plus du manque de professionnalisme du ministre. Se produit l'animalisation de Don Latino.
Scène IX
Cette scène a lieu au Café Colón. Ambiance bourgeoise. Max rencontre Rubén Darío. Ils se souviennent ensemble de la vie de bohème parisienne ; Max a des hallucinations sur Paris. Contraste Café Colón - Taverne de Pica Lagartos.
Scène X
Cette scène a lieu dans les jardins, où les personnages se baladent dans une ambiance nocturne. Apparaissent des prostituées avec lesquelles entre en contact Max et Don Latino.
Scène XI
Scène politique où sont reflétées les conséquences des grèves du prolétariat ainsi que la douleur d'une mère qui a perdu son fils. L'anarchiste est fusillé. On peut apprécier différents points de vue concernant la répression policière.
Scène XII
Max est sur le chemin de retour vers chez lui, mais n'y arrive pas parce qu'il est malade (il est affalé devant le portail de sa maison). Dans cette scène, Max définit la théorie de l’esperpento peu avant de mourir. Il y a une longue critique de l'Espagne. Don Latino l'abandonne, mais lui vole son portefeuille avant de partir. La concierge trouve Max Estrella devant le portail.
Scène XIII
Veillée funèbre de Max chez lui. Il y a une grosse dispute entre Claudinita et Don Latino. Apparaît Basilio Soulinake, pédant qui crée la confusion quand il dit que Max n'est pas mort.
Scène XIV
Cette scène a lieu dans le cimetière, où a lieu l'enterrement de Max. Apparaissent Rubén Darío et le marquis de Bradomín, qui évoquent la morT.
Scène XV
Cette scène a lieu dans la taverne de Picalagartos. Don Latino boit beaucoup parce qu'il a gagné à la loterie grâce au bon qu'il a volé à Max. Dans ce chapitre a lieu les suicides de l'épouse et de la fille de Max.

## Analyse
Lumières de bohème inaugure dans l'œuvre de Ramón María del Valle-Inclán la période de l'esperpento. C'est le résultat d'un changement progressif de sa littérature, dont les débuts modernistes dérivent vers cette déformation et distorsion exagérée avec la volonté de critiquer la société et la Madrid de son temps.

### Relation avec la figure de Sawa
Il existe plusieurs parallélismes notables entre l'histoire de Max Estrella et de l'écrivain bohème Alejandro Sawa (es), ami de l'auteur. Alonso Zamora Vicente considère que la mort de Sawa onze ans avant la publication de la pièce a pu influencer le dramaturge. Valle-Inclán raconte lui-même les conditions de sa mort dans une lettre à Rubén Darío :

« Cher Darío,

Je viens vous voir après avoir été chez notre pauvre Alejandro Sawa. J'ai pleuré devant le mort, pour lui, pour moi et pour tous les pauvres poètes. Je ne peux rien faire, vous non plus, mais si quelques-uns d'entre nous nous rassemblons, nous pourrions faire quelque chose. Alejandro laisse un livre inédit. Ce qu'il a écrit de mieux. Un journal d'espoirs et de tribulations. L'échec de toutes ses tentatives pour le publier et une lettre où on lui retirait la participation de soixante-dix pesetas qu'il avait dans El Liberal l'ont rendu fou lors de ses derniers jours. Une folie désespérée. Il voulait se tuer. Il a eu la fin d'un roi de tragédie : fou, aveugle et furieux »

— Lettre de Valle-Inclán à Rubén Darío
En plus de l'évident parallélisme entre la lettre que mentionne Valle-Inclán et celle que reçoit Max du Buey Apis et sa réaction en se voyant dans la misère, Sawa est mort aveugle. La situation familiale du personnage est elle aussi similaire au vrai poète, étant tous les deux mariés à une épouse française et ayant une fille. Le roman mentionné est Iluminaciones en la sombra (« Illuminations dans l'ombre »), qui serait publié un an après la mort de Sawa avec un prologue de Rubén Darío.
Bien que Rubén Darío n'ait pas assisté à l'enterrement de Sawa, il est présent à celui de Max Estrella, accompagné du Marquis de Bradomín, personnage présent dans des œuvres antérieures de l'auteur, dans ce qui représente son plus célébré alter ego.
Dans des publications ultérieures sur le sujet, plusieurs critiques identifient directement l'histoire de Lumières de bohème comme une chronique fictive des derniers jours d'Alejandro Sawa.

### Glossaire
Ce glossaire faisant la liaison entre les noms fictifs et les noms réels a été réalisé par le petit-fils de l'auteur, Joaquín del Valle-Inclán.
| Terme                                                                  | Scène     | Situationn | Signification |
| ---------------------------------------------------------------------- | --------- | --- | --- |
| El buey Apis                                                           | Scène I   | Revue pour laquelle travaillait Max Estrella et qui lui remet la lettre annonçant l'arrêt de leur collaboration.                                                  | Le nom fait référence au bœuf (« buey » en espagnol) Apis de la mythologie égyptienne. C'est une référence au personnage du même nom du roman de Luis Coloma (es), Pequeñeces. On comprend avec cette première scène l'allusion à la revue pour laquelle Sawa écrivait des chroniques. |
| Mal Polonia recibe a un extranjero                                     | Scène II  | Salutation de Max quand il entre dans le magasin de Zaratustra au début de la scène.                                                                              | C'est une citation provenant de la première intervention de Rosaura au début de l'œuvre de Calderón de la Barca, La vie est un songe. |
| Salutem plúriman                                                       | Scène II  | Salutation de Don Gay en entrant dans le magasin de Zaratustra.                                                                                                   | Provient de la formule de salutation latine « Salutem plurimam dicit » (« envoie ses salutations très affectueuses ») |
| Palmerín de Constantinopla                                             | Scène II  | Livre que Don Gay a reproduit lors de son séjour en Angleterre.                                                                                                   | C'est un livre fictif. Cependant, on connaît sous le nom de Palmerines (es) une série de romans de chevalerie ; il est possible que ce soit un clin d'œil. |
| Lénine                                                                 | Scène II  | Don Latino fait référence aux exagérations de l'Évangile en les comparant à celles de Lénine.                                                                     | Lénine est un dirigent révolutionnaire russe et bolchevique. Il représente l'idéologie communiste en vogue en ce début de siècle. |
| Grande Secte Théosophique                                              | Scène II  | Mentionnée par Don Latino. | Fait référence à la théosophie et à la Société théosophique. |
| El Infierno, un calderón de aceite albando                             | Scène II  | Partie de la réponse de Max à Don Gay sur la religion en Espagne, en parlant de l'Enfer.                                                                          | Vient de « albar », qui veut dire « bouillir » ; « aceite » voulant dire « huile », Max Estrella définit l'enfer comme un chaudron d'huile bouillante où l'on fait frire les pécheurs comme des anchois.                                                                               |
| Ordre royal                                                            | Scène II  | Max avertit Zaratustra sur la possibilité que la femme du colonel lui demande par Ordre royal qu'il lui raconte le sujet du roman publié en plusieurs qu'il suit. | Disposition avec force d'une loi dictée par le roi. |
| Me espera un cabrito viudo (« Je suis attendue par un chevreau veuf ») | Scène III | Phrase prononcée par Enriqueta la Pisa Bien. | Selon l'annotation de Zamora Vicente, cette expression « est très fréquente, dans l’argot madrilène, pour transmettre l'idée que « personne ne m'attend » ou « je fais ce que je veux » .                                                                                              |
| Castelar                                                               | Scène III | Le garçon de la taverne dit que Pica Lagartos pense que Max est « un second de Castelar ».                                                                        | Emilio Castelar y Ripoll était un homme politique, président du gouvernement de la Première République espagnole. |
| Mala sombra (« mauvaise ombre »)                                       | Scène III | Ainsi appelle Max le garçon de la taverne. | Selon Zamora, une « mauvaise ombre » est « une personne qui essaie d'être drôle sans succès ». |
| Haciéndose cruces en la boca (« Se faire des croix sur la bouche »)    | Scène III | C'est, selon Max, comment vont se retrouver sa femme et sa fille à sa mort.                                                                                       | Selon Zamora, cette expression veut dire qu'elles souffriront de la faim ; « la phrase était en général accompagnée d'un signe de croix sur la bouche ». |
| Rute                                                                   | Scène III | Boisson que demande Enriqueta la Pisa Bien. | C'est une anisette distillée dans le village de Rute, en Andalousie. |
| A ver si te despeino (« Voyons si je te dépeigne »)                    | Scène III | Phrase du roi du Portugal à Enriqueta la Pisa Bien. | Cette expression signifie « mettre une raclée » et est une acception qui provient du langage des entremés (es) du Siècle d'or espagnol. |
| Quinze                                                                 | Scène III | Ce que demande à boire Max à Pica Lagartos. | C'est un verre de vin qui valait quinze centimes. |
| Doctrinarios (« doctrinaires »)                                        | Scène III | C'est ainsi que Pica Lagartos appelle Don Latino et Max. | Selon Zamora, les « doctrinaires » sont des « fanatiques, ennemis de l'ordre ». |
| Don Manuel Camo                                                        | Scène III | De qui le père de Pica Lagartos était le barbier. | Manuel Camo Nogues est un homme politique de Huesca pendant la Restauration. Il appartient au même parti qu'Emilio Castelar avant de l'abandonner pour différences d'opinion. |
| Collège des Escolapios                                                 | Scène III | Mentionné par la Pisa Bien au soûlard. | C'est un collège de l'ordre religieux à caractère éducatif des Piaristes. |
| Don Jaime                                                              | Scène III | La Pisa Bien se demande si le soûlard n'est pas Don Jaime voyageant incognito.                                                                                    | Jacques de Bourbon — Jaime de Borbón en espagnol —, prétendant légitimiste au trône de France sous le nom de Jacques Ier et prétendant carliste au trône d'Espagne sous le nom de Jaime III.                                                                                           |
| Acción Ciudadana (« Action citoyenne »)                                | Scène III | Évoquée par la Pisa Bien et Pica Lagartos. | C'est une association de droite qui a collaboré avec le gouvernement dans le maintien de l'ordre. |
| La Cruz Colorada (« La Croix colorée »)                                | Scène III | La Pisa Bien parle d'elle comme d'une « Infirmière honoraire de la Croix colorée », comme métaphore de son dévouement.                                            | La Croix-Rouge, qui intéressait tant Victoire-Eugénie de Battenberg, épouse du roi Alphonse XIII. |
| Héros du Deux Mai                                                      | Scène III | « Vivent les héros du Deux Mai! », criait le soûlard. | Fait référence au Soulèvement du Dos de Mayo de 1808 des madrilènes contre Napoléon et marque le début de la Guerre d'indépendance espagnole. |

## Représentations
Publiée en 1923, Lumières de bohème n'est pas représentée du vivant de son auteur, mort en 1936.
Ce n'est que le 21 mars 1963 que l'œuvre est présentée pour la première fois, et c'est à Paris, au Palais de Chaillot, sous la direction de Georges Wilson et avec Bruno Balp dans le rôle principal. Jacques Le Marquet reçoit le Prix du meilleur créateur d'élément scénique du Syndicat de la critique pour la saison 1962-1963, pour cette adaptation.
En Espagne, la première a lieu le 1er octobre 1970 à Valence au Teatro Principal (es), sous la direction de José Tamayo (es) et avec José María Rodero (es) dans le rôle principal.
En octobre 1981, le Grupo Tiempo, en collaboration avec le Teatro Estudio de Sevilla, présente son montage au Théâtre national Lope de Vega à Séville, sous la direction de Ramón Resino (qui joue aussi Don Latino) et avec Carlos Álvarez-Nóvoa dans le rôle principal. La pièce est reprise en juin 1982 puis encore en mai 1983 dans ce même théâtre, durant ces années elle est représentée sur diverses scènes: Auditórium de Córdoba, Algeciras, le château de Sanlúcar de Barrameda, et également dans les prisons pour hommes et pour femmes de Séville, etc.
Lluís Pasqual (es) prend à son tour la direction de la pièce en 1984, en reprenant le premier Max Estrella espagnol, José María Rodero.
La compagnie Ur Teatro présente sa version de l'œuvre en 2002 dans un montage dirigé par Helena Pimenta (es) et dont le personnage principal est incarné par Ramón Barea (es).
En 2012, le Centro Dramático Nacional (es), la troupe la plus importante d'Espagne, fait une représentation impressionnante, force de moyens visuels modernes, sous la direction de Lluís Homar et avec Gonzalo de Castro (es) interprétant Max Estrella ; cette représentation a lieu dans le Teatro Valle-Inclán (es), le plus prestigieux de la capitale, avec le Teatro María Guerrero (es).
La même année, la compagnie de théâtre La Perla 29 fait sa propre adaptation dans la Biblioteca de Catalunya, sous la direction d'Oriol Brogg.

## Postérité

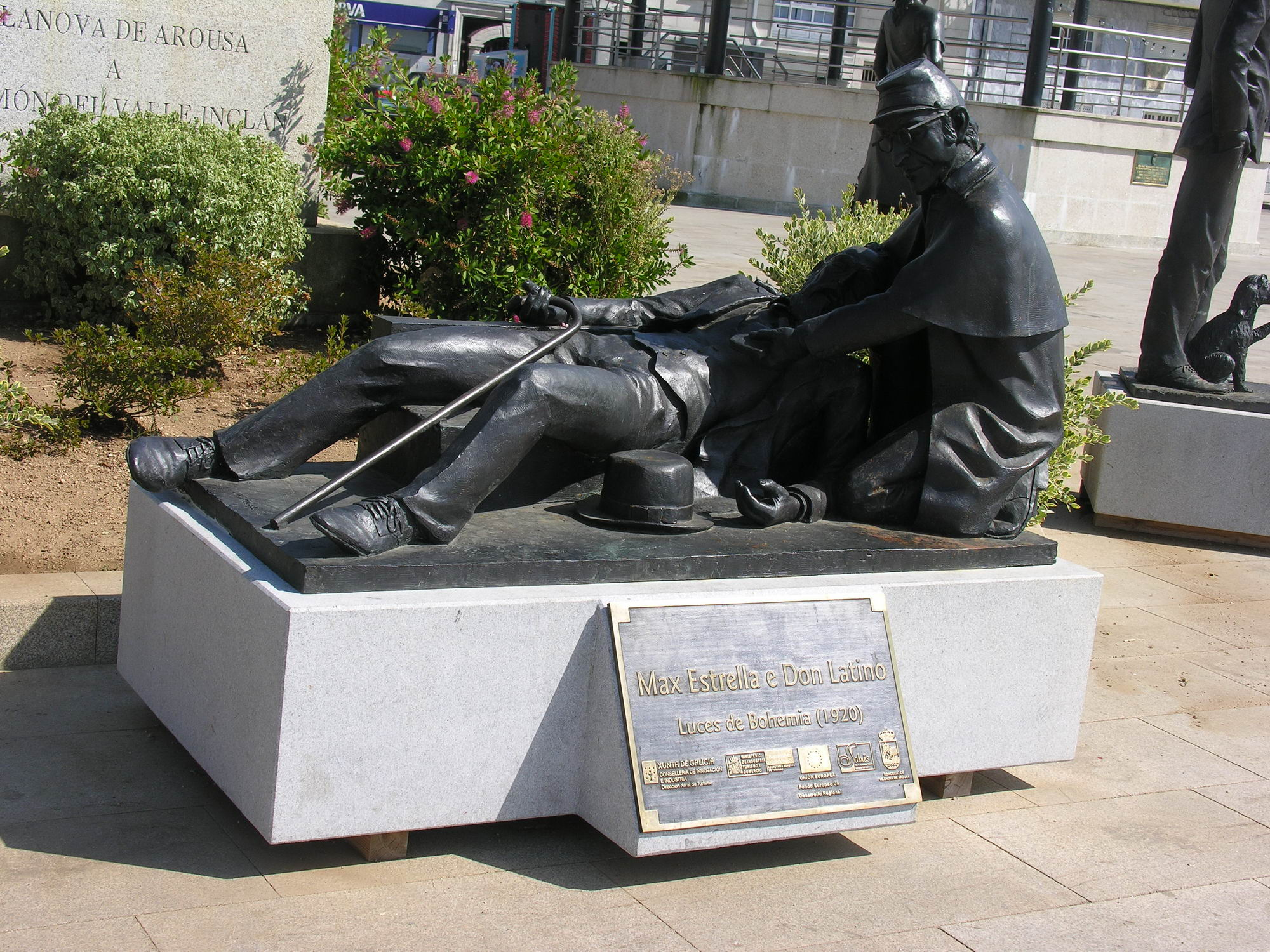
Statue à Vilanova de Arousa représentant Max Estrella et Don Latino.

En 1985, Lumières de bohème est adaptée au cinéma par Miguel Ángel Díez et avec un scénario adapté par Mario Camus sous le titre de Luces de bohemia.
En 1998 est créée « La noche de Max Estrella (es) » (« la nuit de Max Estrella »), qui est célébrée une fois l'an — d'abord le 23 avril, puis, à partir de 2007, le 26 mars (veille de la journée internationale du théâtre et coïncidant avec la programmation de la « nuit des théâtres »).
Dans la ville de Vigo (Espagne), il y a une cafétéria qui porte le nom de Luces de Bohemia et est pleine de miroirs. De même à Saragosse, un bar homonyme est décoré de stucages. À Madrid, dans la rue Àlvarez Gato, sont disposés un miroir concave et un autre converse, en honneur aux aventures de Max Estrella.